# 볼음항
볼음항(乶音港)은 인천광역시 강화군 서도면 볼음도리, 볼음도 섬에 있는 소규모 어항이다.

## 어항 연혁
- 2006년 6월 13일 인천광역시장이 어촌어항법 제17조 규정에 의하여 지방어항 지정을 해제하였다.[1]

## 어항 구역
지방어항 해제 당시의 어항구역은 다음과 같다.(면적: 330,000m2)
- 수역: 선착장 기부에서 400m를 반경으로 그은 선내구역
- 육역: 서도면 볼음도리 17-1, 2, 3, 4, 5(각 잡종지)